# 搖擺舞

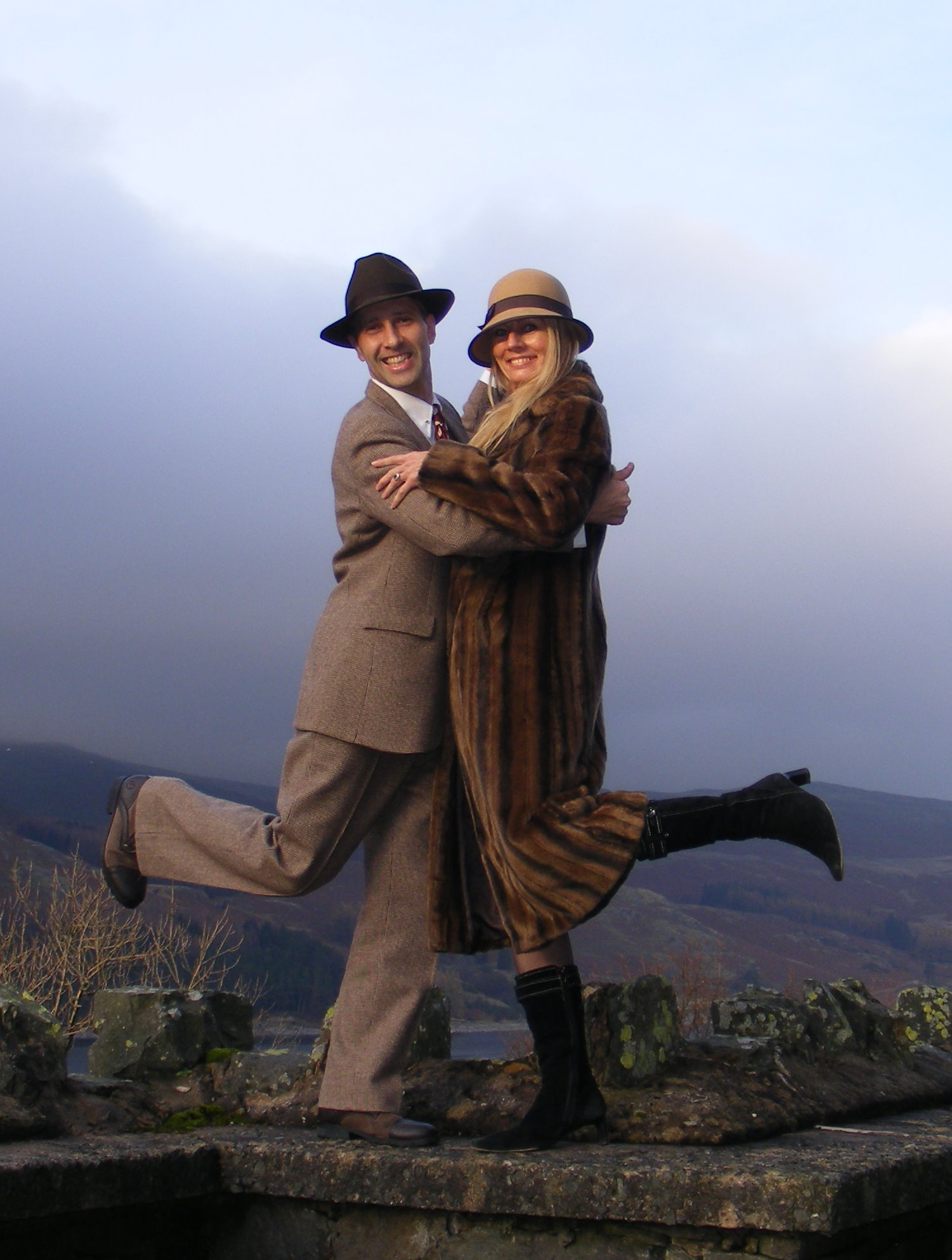
搖擺舞

搖擺舞（swing），其音樂是從爵士樂和藍調演變而來的，有擺盪的感覺。
搖擺舞有很多不同樣式，包括林迪舞（Lindy Hop）、吉特巴（Jitterbug）、查尔斯顿舞（Charleston）、巴布阿（Balboa）、東岸搖擺舞（East Coast Swing）和西岸搖擺舞（West Coast Swing）等。

## 歷史
1926年起爵士樂逐漸成功推向流行的地方，夜晚跳舞的魅力吸引多數在紐約的頂尖舞者，也刺激當時頂尖舞者和最佳的黑人樂團在此活動，因而產生大量的搖擺爵士樂。新的音樂型態帶動新的舞蹈類型，林迪舞發展由兩位舞者互相模仿舞步，共同完成一首歌曲。搖擺舞也包含solo jazz，如 shim sham。
在1936年底，雖然林迪舞橫掃整個美國，但舞廳的舞者，也比較熱衷教學國外的舞蹈。在紐約的亞曼瑞國際舞蹈學校並沒有正規課程的教導這類舞蹈。
1938年早期，知名舞者迪安·科林斯從紐約到好萊塢，他花許多時間在美國紐約哈林區的薩沃伊舞廳學習這類舞蹈。於1941年到1960年間，協助超過100個電影編排舞蹈，成為當時在好萊塢最傑出的白人舞者。
1940年早期，阿瑟·莫瑞搜集各個城市正在流行何種舞蹈，並指定該區教師在教學中，教導不同風格的搖擺舞。
1960年新的舞蹈風格興起，兩人共舞的舞蹈形式已不流行。直到1980年法國迪斯可舞廳（discotheques）再次出現，流行的風潮吹到英國，影響90年代英國的時尚舞蹈風格。
1980年起，全球許多舞蹈團隊決定復興林迪舞，從最開始的年代學習，其中最具代表的是Frankie Mannings。他們再造流行到搖擺舞音樂內，增加林迪舞在世界能見度，尤其在1990年代的美國，大膽的突破成「新搖擺」（neo-swing pop）。